# Manuel Delaflor
Manuel Delaflor (* 23. August 1941 in Mexiko-Stadt) ist ein mexikanischer klassischer Pianist und Komponist.

## Leben und Werk
Manuel Delaflor begann seine Musikstudien im Alter von vier Jahren bei Antonio Gómezanda. Als 18-Jähriger brach er ein Jurastudium ab, um sich ganz der Musik zu widmen. Er setzte diese Studien von 1960 bis 1967 bei Juan Valle fort. Er nahm an den Panamerikanischen Meisterkursen in Mexiko-Stadt bei Bernhard Flavigny (1962 bis 1966), Jörg Demus (1967 bis 1968) und Americo Caramuta (1967 bis 1970) teil. Er nahm auch Spezialkurse in New York bei Germán Diez, einem Schüler von Claudio Arrau.
Er war als Solist, Kammermusiker und Rezitalist auf Konzerttourneen in den USA, Kanada und in Europa präsent.
Manuel Delaflor komponierte auch. Zu seinen Werken gehören drei Konzertstudien und mehrere Stücke für Soloklavier sowie Kammermusik für Streichinstrumente und Flöte.